# NGC 3009
NGC 3009 је спирална галаксија у сазвежђу Велики медвед која се налази на NGC листи објеката дубоког неба.
Деклинација објекта је + 44° 17' 43" а ректасцензија 9h 50m 11,2s. Привидна величина (магнитуда) објекта NGC 3009 износи 12,7 а фотографска магнитуда 13,4. NGC 3009 је још познат и под ознакама UGC 5264, MCG 7-20-62, CGCG 239-33, KUG 0947+445A, PGC 28303.